# Теорема Брука — Райзера — Човла
Теорема Брука—Райзера—Човла — это результат в комбинаторике блок-схем. Теорема утверждает, что если  (v, b, r, k, λ)-схема существует с v = b (симметичная блок-схема), то: 
- если v чётно, то k − λ является квадратом;
- если v нечётно,то следующее диофантово уравнение имеет нетривиальное решение:
{\displaystyle x^{2}-(k-\lambda )y^{2}-(-1)^{(v-1)/2}\lambda z^{2}=0}.

Теорему доказали для случая проективных плоскостей Брук и Райзер. Теорему расширили на симметричные схемы Райзер и Човла.

## Проективные плоскости
В специальном случае симметричных схем с {\displaystyle \lambda =1}, то есть проективных плоскостей, теорему (которая в этом случае известна как теорема Брука —Райзера) можно сформулировать следующим образом: Если конечная проективная плоскость порядка q существует и q сравнимо с 1 или 2 (mod 4), то q должно быть суммой двух квадратов.  Заметим, что для проективной плоскости для параметров схемы выполняется {\displaystyle v=b=q^{2}+q+1,r=k=q+1,\lambda =1}. Таким образом, в этом случае v всегда нечётно.
Теорема, например, исключает существование проективных плоскостей порядков 6 и 14, но позволяет существование плоскостей порядков 10 и 12. Поскольку было показано с помощью комбинации теории кодирования с крупномасштабным компьютерным поиском, что проективная плоскость порядка 10 не существует, условие теоремы очевидно не достаточно для существования схемы.  Однако не известно критерия несуществования.

## Связь с матрицами инцидентности
Существование симметрической (v, b, r, k, λ)-схемы эквивалентно существованию v × v матрицы инцидентности R с элементами 0 и 1, удовлетворяющей условию
{\displaystyle RR^{T}=(k-\lambda )E+\lambda J},
где E является v × v единичной матицей, а J — v × v матрицей, в которой все элементы равны 1. По существу, теорема Брука — Райзера — Човла является утверждением о необходимых условиях существования рациональной v × v матрицы R, удовлетворяющей этому уравнению.  Фактически, условия, заключённые в теореме Брука — Райзера — Човла, являются не просто необходимыми, но также и достаточны для существования таких рациональных матриц R.  Они могут быть выведены из теоремы Минковского — Хассе о рациональной эквивалентности квадратичных форм.